# Circulaspis bibursella
Circulaspis bibursella är en insektsart som beskrevs av Ferris 1938. Circulaspis bibursella ingår i släktet Circulaspis och familjen pansarsköldlöss. Inga underarter finns listade i Catalogue of Life.